# Rakovina slinivky břišní

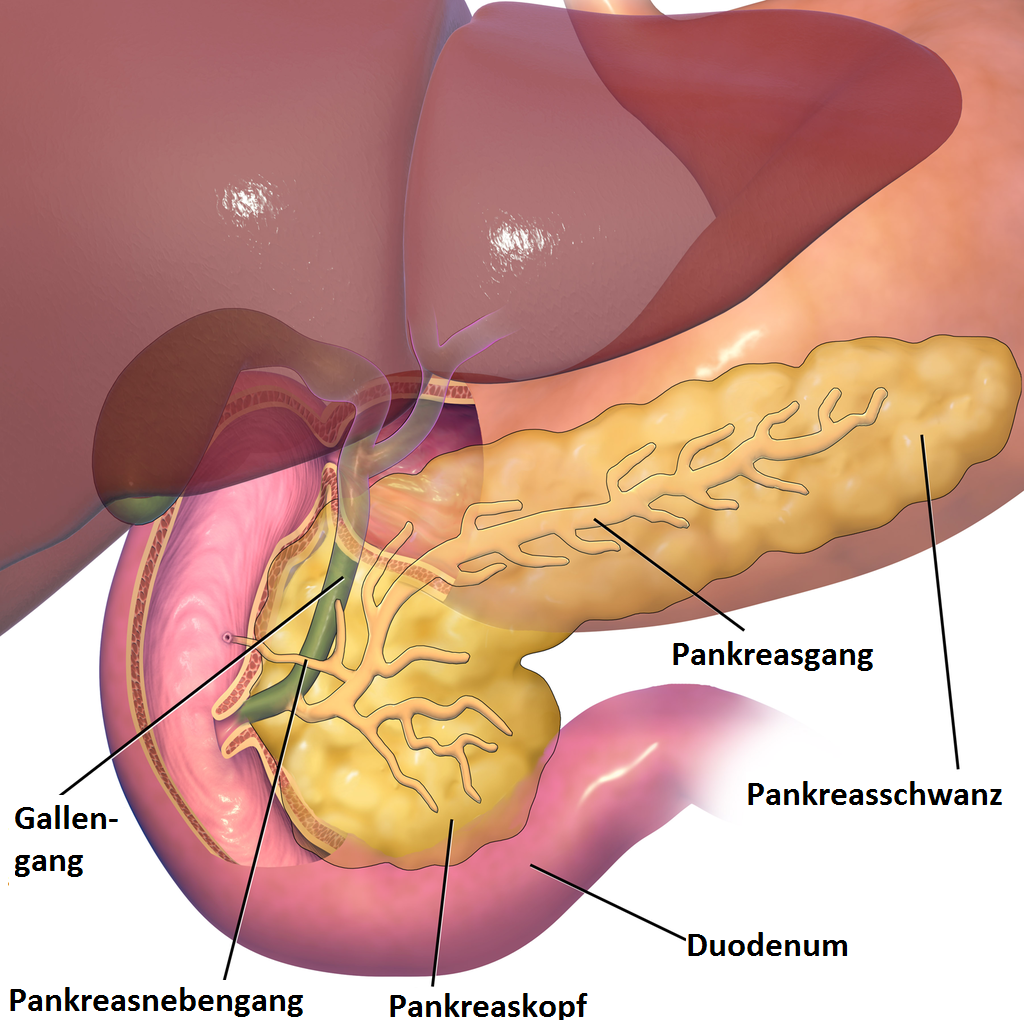
Anatomie pankreatu

Rakovina slinivky břišní neboli karcinom pankreatu je nádorové onemocnění slinivky břišní. Většina těchto nádorů je zhoubných (tzv. maligních), napadají část žlázy, jež produkuje trávicí enzymy.
Mezi nejdůležitější rizikové faktory tohoto onemocnění patří záněty slinivky břišní (tzv. pankreatitidy), kouření a dědičné predispozice. Nejčastějšími příznaky jsou místy přibývající žloutenka, zvyšující se bolesti břicha a bederní páteře, tak jako zažívací potíže a úbytek hmotnosti.
Nádory bují rychle, jsou agresivní a vytvářejí poměrně brzy další ložiska, tzv. metastázy. Bez léčby je průměrná délka přežití zhruba 6 měsíců a pěti a více let se u této nemoci dožívá pouze asi 5 % lidí.

## Osobnosti
Na rakovinu slinivky břišní zemřeli například anglický herec Alan Rickman či generální ředitel společnosti Apple Steve Jobs.